# Nototodarus gouldi
Nototodarus gouldi är en bläckfiskart som först beskrevs av McCoy 1888.  Nototodarus gouldi ingår i släktet Nototodarus och familjen Ommastrephidae. Inga underarter finns listade i Catalogue of Life.